# Stadtarchiv Wiesbaden
Das Stadtarchiv Wiesbaden ist das kommunale Archiv der Landeshauptstadt Wiesbaden. Es hat seit 1989 seinen Sitz in einem ehemaligen Fabrikgebäude im Wiesbadener Künstlerviertel. Seine Ursprünge gehen wohl auf den Beginn des 16. Jahrhunderts zurück. 1636 wurde der Uhrturm in der Marktstraße als Verwahrort für Urkunden erwähnt. Im modernen Sinne wurde das Archiv 1892 durch Christian Spielmann begründet.
Das Stadtarchiv Wiesbaden bewahrt Schriftgut städtischer und nichtstädtischer Herkunft (z. B. von Vereinen, Unternehmen und Institutionen) auf, das von historischer oder rechtlicher Relevanz ist. Weitere Bestandsgruppen bilden mehr als 200 Vor- und Nachlässe von bedeutenden Wiesbadener Persönlichkeiten und Familien sowie Sammlungen zur Stadtgeschichte und eine umfangreiche Bibliothek.
Das älteste Schriftstück des Stadtarchivs Wiesbaden im Original stammt von 1351. Es handelt sich um das Stadtrecht von Sonnenberg.

## Geschichte
Der Uhrturm in der Marktstraße wurde wahrscheinlich nach 1508 zum Aufbewahrungsort der städtischen Urkunden gewählt, wobei ein Großteil des städtischen Archivs dem Stadtbrand von 1547 zum Opfer fiel. 1716 wurden aus Platzmangel seitens der städtischen Verwaltung weitreichende Kassationen vorgenommen. Insbesondere Gerichtsverhandlungen, Rechnungen und Akten der freiwilligen Gerichtsbarkeit, teilweise bis zurück zum 14. Jahrhundert wurden vernichtet. Karl Rossel (1815–1872) ordnete das verwahrloste Archiv in den Jahren 1850 und 1851 und legte ein provisorisches Verzeichnis an.
Mit dem Abriss des Uhrturms im Jahr 1873 folgten mehrere Umlagerungen des Archivs, zunächst in die Dachkammern des Alten Rathauses, 1880 in einen Turmraum der Marktkirche, 1892 in das Obergeschoss des Neuen Rathauses. Unter Aufsicht von Christian Spielmann, dem ersten Wiesbadener Stadtarchivar, wurde das damals vorhandene Archivgut erstmals systematisch erschlossen. Nach dem Tod Spielmanns 1917 blieb dessen Stelle für drei Jahre unbesetzt. 1924 entschied man sich, das städtische Archiv in der Landesbibliothek unterzubringen, deren Direktor nun formal als Leiter des Stadtarchivs fungierte. 1933 wurde das Stadtarchiv gänzlich aufgegeben und seine Bestände in das Staatsarchiv Wiesbaden überführt.
Im Zweiten Weltkrieg erfolgte die Auslagerung des älteren Archivbestandes auf die Festung Ehrenbreitstein bei Koblenz. Neueres Schriftgut verblieb an verschiedenen Stellen in der Stadt und wurde zum Teil durch einen Fliegerangriff im Februar 1945 vernichtet. Das nach Ehrenbreitstein ausgelagerte Archivgut wurde am 11. Oktober 1948 an die Stadt Wiesbaden zurückgegeben.
Nach dem Zweiten Weltkrieg wurde das Stadtarchiv wiederbegründet und zog 1951 in das wiederaufgebaute Neue Rathaus ein. Als Hauptmagazin dienten ehemalige Luftschutzräume im Keller. 1978 verließ das Archiv das Rathaus und kam zunächst in der Humboldtstraße 6, der sogenannten Hengstenberg-Villa, unter, bis schließlich Ende 1989 ein Zweckbau Im Rad 42 bezogen werden konnte. In einer ehemaligen Fabrikhalle sind hier auf einer Ebene funktionale Räume sowie gute Lagerbedingungen für das Archivgut geschaffen worden.
Das Archivgut ist seit 2020 auch über eine im Internet bereitgestellte Datenbank erschlossen. Das Stadtarchiv beantwortet heute (Stand 2021) mit zehn festangestellten Mitarbeiterinnen und Mitarbeitern rund 3.000 Nutzungsanfragen im Jahr und betreut 350 Nutzer im Lesesaal.

## Bestände
Die Bestände des Stadtarchivs gliedern sich in folgende Gruppen:
I. Städtische Körperschaften
- STVV: Protokolle der Stadtverordnetenversammlung und ihrer Ausschüsse (mit Vorläufern)

- MAG: Magistratsprotokolle (mit Vorläufern) II. Stadtverwaltung
- WI/U: Urkunden der Stadt Wiesbaden
- WI/1: Wiesbaden in nassauischer Zeit (bis 1866)
- WI/2: Wiesbaden in preußischer Zeit (1866–1945/46)
- WI/3: Landeshauptstadt Wiesbaden (seit 1945)
- WI/BA: Bürgeraufnahmen, Heiratsgenehmigungen, Staatsangehörigkeit, temporärer Aufenthalt und „Judenschutzgesuche“ im 19. Jahrhundert
- WI/P: Personalakten
- LAA: Lastenausgleichsamt Wiesbaden
- ESWE: Stadtwerke Wiesbaden und Nachfolge-Unternehmen
- RMH: Rhein-Main-Hallen-Betriebsgesellschaft
- STA: Personenstandsregister
- SCH: Schulen

III. Eingemeindete Orte und Ortsverwaltungen
- AKK: Mainz-Amöneburg, Mainz-Kastel und Mainz-Kostheim
- AUR: Auringen
- BI: Biebrich
- BRE: Breckenheim
- BST: Bierstadt
- DEL: Delkenheim
- DO: Dotzheim
- ERB: Erbenheim
- FR: Frauenstein
- Geo: Georgenborn
- HES: Heßloch
- IGS: Igstadt
- KL: Kloppenheim
- MED: Medenbach
- NAU: Naurod
- NOR: Nordenstadt
- RAM: Rambach
- SST: Schierstein
- SO: Sonnenberg

IV. Privata
- NL: Nachlässe und Sammlungen
- V: Vereine, Verbände, Parteien
- WA: Wirtschaftsunternehmen

V. Sammlungen und beständeübergreifende Selekte
- ArR: Architekturpläne und Risse
- Z: Zeitungen
- ZgS: Zeitgeschichtliche Sammlung
- Pla: Plakate
- ZAS: Zeitungsausschnittssammlung
- KaPl: Karten und Pläne
- Autogr: Autographen
- RfA: Reproduktionen aus fremden Archiven
- KiAb: Kirchenbuch-Abschriften und Auswertungen

VI. Fotos, Videos, Audios (Multimedia-Archiv)
VII. Microfiches
VIII. Bibliothek

## Leiter des Archivs
- 1892–1917: Christian Spielmann (1861–1917)
- 1920–1924: Lothar Lüstner (1882–1955)
- 1948–1951: Wilhelm Schauß (1896–1953)
- 1951–1965: Herbert Müller-Werth (1900–1983)
- 1965–1973: Hellmuth Thomä (1908–2002)
- 1974–1999: Günter Mischewski (1942–2006)
- 1999–2001: kommissarisch: Jochen Dollwet (* 1957)
- 2001–2019: Brigitte Streich (* 1954)
- 2019–2020: kommissarisch: Anjali Pujari
- seit 2020: Peter Quadflieg (* 1982)

## Schriftenreihe
Seit 1991 gibt das Stadtarchiv mit den „Schriften des Stadtarchivs Wiesbaden“ eine eigene Publikationsreihe mit Beiträgen zur Geschichte Wiesbadens heraus.